# Galeus mincaronei
Galeus mincaronei är en hajart som beskrevs av Soto 200. Galeus mincaronei ingår i släktet Galeus och familjen rödhajar. IUCN kategoriserar arten globalt som sårbar. Inga underarter finns listade i Catalogue of Life.